# أبيلاردو إسكوبار برييتو
أبيلاردو إسكوبار برييتو هو مهندس زراعي وسياسي مكسيكي، ولد في 19 يناير 1936 في سيوداد خواريز في المكسيك، وتوفي بنفس المكان في 11 فبراير 2019. نشط حزبياً في حزب العمل الوطني. وقد انتخب مدير المدرسة Escuela Superior de Agricultura "Hermanos Escobar" ‏ (1973 – 1976) وانتخب عضو مجلس النواب المكسيك ‏ (28 نوفمبر 2000 – 31 أغسطس 2003).